# Glen Stewart Morley
Glen Stewart Morley (* 17. September 1912 in Vancouver; † 13. Juni 1996 ebenda) war ein kanadischer Dirigent, Komponist und Cellist.

## Leben
Morley war 1927–28 Celloschüler von Bruno Coletti in Oregon und 1928–39 von Boris Hambourg und Marcus Adeney in Toronto. Er studierte Dirigieren 1937 in Toronto bei Reginald Stewart, 1943 bei Henry Wood und Ernest Reed in London und 1945–47 bei Ettore Mazzoleni wieder in Toronto sowie Komposition bei John Weinzweig (1945–47) und an der Eastman School of Music bei Bernard Rogers (1947–49).
Von 1932 bis 1934 war Morley Cellist im Orchester des Passagierschiffs Empress of Japan, danach im Vancouver Symphony Orchestra. Um 1937 wurde er Dirigent und Chorleiter in César Borrés Toronto Opera Company, zugleich arbeitete er als Arrangeur für den Rundfunk der CBC sowie (1938–39) als Dirigent und Musikdirektor der Barrie Civic Band.
Während des Zweiten Weltkrieges war er als Arrangeur und Dirigent für die kanadische Truppenbetreuung tätig (Maple Leaf Matinee, Johnny Canuck's Revue) und reiste 1943–44 mit den Tin Hats durch Nordafrika und Italien. Von 1947 bis 1952 war er Cellist in Rochester Philharmonic Orchestra, danach bis 1954 Musikdirektor bei Eastman Kodak's Motion Picture. Nach 1954 lebte er als freiberuflicher Dirigent und Komponist.
Als Komponist war Morley in den 1940er Jahren mit dem von Leslie Hutchinson gesungenen Song Alone with my Dreams erstmals erfolgreich. Er schrieb und dirigierte dann die Musik zu dem britischen Film Playtime for Workers (1943), danach entstanden Werke wie das Nocturne für Klavier (1946), Five Preludes für Viola und Klavier (1946, 1951) und die Orchesterwerke Christmas Ouverture (1950, 1960) und ‚The Dog Watch‘ Ouverture on Nautical Themes (1977).
Von 1979 bis 1989 lebte Morley in Ottawa. Aus seinen hier betriebenen Forschungen zur frühen Musik Kanadas entstand das Buch The Glen Morley Collection of Historical Canadian Music (1984). Außerdem gründete er die Konzertagentur Kingsmere Concert Entreprises, die bis 1990 als Musikverlag fortbestand. Ab 1989 lebte er in British Columbia. Hier entstanden Werke wie die Cavalcade of 19th-Century Canadian Dances, die 1995 unter Leitung von Arthur Polson aufgenommen wurde. Unter Musikfreunden war Morley auch als Karikaturist und Herausgeber der Cartoonsammlung New Symphoniphobias (1980) bekannt. Er war mit der amerikanischen Komponistin Diane Morgan verheiratet.

## Verwechslungsmöglichkeit
Der Komponist kann leicht verwechselt werden mit dem Kanadier Glenn Morlay, auch Morley geschrieben, der ab 1980 bis 2016 Filmmusik komponierte.